# Górniczy Klub Sportowy Katowice
Il Górniczy Klub Sportowy Katowice, meglio noto come GKS Katowice, è una società calcistica polacca con sede nella città di Katowice. Milita nella Ekstraklasa, massima divisione del campionato polacco di calcio. 
Ha vinto 3 Coppe di Polonia e 2 Supercoppe di Polonia.

## Storia
Il GKS Katowice venne fondato il 27 febbraio 1964 dall'unione di alcuni sodalizi cittadini: al Rapid/Orzeł Wełnowiec, frutto di una precedente fusione avvenuta nel 1963, si unirono una serie di società calcistiche e non della città di Katowice. La nuova squadra, capitanata da Hubert Miller, conquistò la promozione in massima serie già nel 1965. Nel 1968 si unì al GKS Katowice anche il Dąb Katowice.
La squadra ha vissuto il suo miglior periodo nel decennio 1985-1995, durante il quale ha vinto tutti i principali trofei nella sua bacheca: 3 Coppe di Polonia (1986, 1991, 1993) e 2 Supercoppe di Polonia (1991, 1995). Il GKS Katowice ha partecipano a 12 partecipazioni delle competizioni UEFA per club, di cui 10 consecutivamente. La migliore prestazione in Europa risale alla stagione 1994-1995 della Coppa UEFA, quando i polacchi superano i primi tre turni (contro i gallesi dell'Inter Cardiff, i greci dell'Arīs Salonicco e soprattutto i francesi del Bordeaux) prima di essere estromessi dal Bayer Leverkusen.
Il GKS Katowice concluse la stagione 2004-2005 con l'ultimo posto in I liga e la conseguente retrocessione in seconda serie, categoria alla quale rinunciò successivamente a causa di problemi finanziari. La nuova società venne iscritta in IV liga, quarto livello nazionale. In un paio di anni il GKS Katowice risalì in seconda serie.

## Palmarès

### Competizioni nazionali
- Coppa di Polonia: 3

1985-1986, 1990-1991, 1992-1993
- Supercoppa di Polonia: 2

1991, 1995
- Campionato polacco di seconda divisione: 2

1977-1978, 1981-1982

### Competizioni internazionali
- Coppa Piano Karl Rappan: 1

1984

### Altri piazzamenti
- Campionato polacco:

Secondo posto: 1987-1988, 1988-1989, 1991-1992, 1993-1994
Terzo posto: 1986-1987, 1989-1990, 1994-1995, 2002-2003
- Coppa di Polonia:

Finalista: 1984-1985, 1986-1987, 1989-1990, 1994-1995, 1996-1997
Semifinalista: 1963-1964, 1966-1967, 1970-1971, 1988-1989, 1992-1993, 2003-2004
- II liga:

Secondo posto: 1999-2000
Terzo posto: 2019-2020

## Statistiche e record

### Partecipazione ai campionati
| Livello | Categoria | Partecipazioni | Debutto   | Ultima stagione | Totale |
| ------- | --------- | -------------- | --------- | --------------- | ------ |
| 1º      | I liga    | 30             | 1965-1966 | 2004-2005       | 30     |
| 2º      | II liga   | 13             | 1963-1964 | 2007-2008       | 24     |
| 2º      | I liga    | 11             | 2008-2009 | 2018-2019       | 24     |
| 3º      | III liga  | 1              | 2006-2007 | 2006-2007       | 2      |
| 3º      | II liga   | 1              | 2019-2020 | 2019-2020       | 2      |
| 4º      | IV liga   | 1              | 2005-2006 | 2005-2006       | 1      |

## Organico

### Rosa 2023-2024
| N. |                    | Ruolo | Calciatore                   |
| -- | ------------------ | ----- | ---------------------------- |
| 1  | Polonia (bandiera) | P     | Dawid Kudła                  |
| 3  | Polonia (bandiera) | D     | Grzegorz Janiszewski         |
| 4  | Polonia (bandiera) | D     | Arkadiusz Jędrych (capitano) |
| 5  | Polonia (bandiera) | D     | Mateusz Broda                |
| 6  | Polonia (bandiera) | C     | Rafał Figiel                 |
| 7  | Polonia (bandiera) | A     | Arkadiusz Woźniak            |
| 10 | Polonia (bandiera) | C     | Mateusz Mak                  |
| 11 | Polonia (bandiera) | C     | Adrian Błąd                  |
| 12 | Polonia (bandiera) | P     | Patryk Królczyk              |
| 13 | Polonia (bandiera) | C     | Bartosz Jaroszek             |
| 14 | Polonia (bandiera) | C     | Marcin Urynowicz             |
| 15 | Polonia (bandiera) | C     | Filip Kozłowski              |
| 16 | Polonia (bandiera) | D     | Grzegorz Rogala              |

| N. |                    | Ruolo | Calciatore             |
| -- | ------------------ | ----- | ---------------------- |
| 21 | Polonia (bandiera) | D     | Zbigniew Wojciechowski |
| 23 | Polonia (bandiera) | C     | Dominik Kościelniak    |
| 24 | Polonia (bandiera) | C     | Szymon Kiebzak         |
| 26 | Polonia (bandiera) | D     | Michał Kołodziejski    |
| 27 | Polonia (bandiera) | D     | Danian Pavlas          |
| 29 | Polonia (bandiera) | A     | Patryk Szwedzik        |
| 33 | Polonia (bandiera) | P     | Kamil Korczak          |
| 34 | Polonia (bandiera) | P     | Patryk Kukulski        |
|    | Polonia (bandiera) | D     | Hubert Sadowski        |
|    | Polonia (bandiera) | D     | Paweł Gierach          |
|    | Polonia (bandiera) | C     | Oskar Repka            |
|    | Polonia (bandiera) | A     | Filip Szymczak         |